# Когерер
Коге́рер (англ. coherer, від лат. cohaereo — зв'язуюсь) —  прилад, який застосовували в перших радіоприймачах як чутливий елемент для виявлення електромагнітних хвиль (ЕМХ).
Когерер в сучасному розумінні - це резистор, опір якого  приймає тільки два значення. Мінімальний опір (одиниці Ом) - після дії на нього ЕМХ та максимальний опір (одиниці, десятки кілоОм) - після механічного струсу його корпусу. Такий елемент в радіотехніці називається ключем із засувкою. На відміну від звичайного ключа з одним входом керування, для зміни стану когерера використовуються два входи керування з сигналами різної фізичної природи: для виконання команди «Ввімк.» необхідно подати електричний імпульс енергії на виводи когерера, а для виконання команди «Вимкн.» потрібен механічний удар в його корпус. 

## Історія
У радіоприймачах в якості чутливого елементу, призначеного для виявлення ЕМХ, спочатку використовувався біологічний елемент (препарований нерв, Л. Гальвані), іскровий розрядник (Т. Едісон), радіокондуктор (Е. Бранлі), пізніше когерер (О. Лодж). Радіокондуктор, когерер — пристрій (двополюсник) з тригерним ефектом зміни його опору (R - після механічного струсу корпуса, високий опір; S - після дії вхідної електромагнітної хвилі, низький опір). 
1835 року шведський фізик Т. Мунк оф Розеншольд в статті: "Досліди над властивістю твердих тіл проводити електрику" описав вплив електричного розряду на провідність металевих ошурків та пристрій, який складався зі скляної трубки з металевими електродами на кінцях, заповненої різноманітними хімічними подрібненими матеріалами: оловом, сіркою, вугіллям тощо. При розряді лейденської банки через пристрій, його опір різко зменшувався, а для відновлення початкового високого опору необхідно було трубку струснути. Аналогічні пристрої також досліджували та запатентували в 1866 році брати Варлей з Англії, дослідження проводив також італійський фізик Фемістокл Кальцекі-Онесті 1884 року  .
1890 року французький вчений Едуард Бранлі[ru] досліджував скляну трубку з металевими ошурками для виявлення електромагнітних хвиль та дав їй назву радіокондуктор, що привело до появи терміна "радіо". Схема приймача Бранлі містила батарею, радіокондуктор, антену, гальванометр та резистори для обмеження струму. Радіокондуктор міг різко і набагато (в кілька сотень разів) міняти свою провідність під впливом радіосигналу. Сигнал викликав проскакування безлічі іскор між ошурками. Іскри руйнували шар оксиду на їх поверхні, і вони «сплавлялися» одна з одною. Для приведення «трубки Бранлі» в первинний стан для детектування нової хвилі її потрібно було струснути, щоб порушити контакт між частинками. При використанні передавача на основі електрофорної машини або котушки Румкорфа, реєстрація ЕМХ здійснювалась на відстані 20 м .
1894 року англійський вчений Олівер Лодж удосконалив радіокондуктор шляхом автоматизації процесу його струсу. Для цього використовувались або електродзвоник, що був закріплений разом з когерером або електромеханічний пристрій з молоточком. Цьому поєднанню радіокондуктора з механізмом струсу (струшувачем) Лодж дав назву когерер. Для додаткового підсилення струму когерера, при необхідності, Лодж використовував батарею та чутливе реле. З використанням когерерного приймача О. Лоджа цього ж року відбулась демонстрація першого в світі телеграфного зв'язку. 
Олександр  Попов 1895 року використовував когерер у своєму першому радіоприймачі («грозовідмітнику»), в якому удосконалив конструкцію. При ввімкненні дзвінка його молоточок безпосередньо вдаряв по скляній трубці з ошурками та по дзвінку. 
Гульєльмо Марконі застосував вакуумний когерер. У схемі радіоприймача Марконі когерер використовувався як пробійний конденсатор. За наявності радіохвилі в коливальному контурі на пробійному конденсаторі з'являлася резонансна напруга, яка при досягненні відносно великої величини пробивала тонкі плівки окислів. Пробійний конденсатор починав проводити електричний струм, який включав електромагніт реле релейного підсилювача , вихідні контакти реле релейного підсилювача включали електромагніт реєстратора радіохвиль. У 1899 р. сер Джагдіш Чандра Бос (Jagadish Chandra Bose) створив ртутний когерер, який вже не потребував струшування.
Когерер використовувався з 1894 року до появи напівпровідникових та вакуумних детекторів ЕМХ.